# Attemsia dolinensis
Attemsia dolinensis är en mångfotingart som beskrevs av Karl Wilhelm Verhoeff 1910. Attemsia dolinensis ingår i släktet Attemsia och familjen Attemsiidae. Inga underarter finns listade i Catalogue of Life.